# 4821 Bianucci
4821 Bianucci је астероид главног астероидног појаса чија средња удаљеност од Сунца износи 3,131 астрономских јединица (АЈ).
Апсолутна магнитуда астероида је 12,5.